# Стодорани
Стодорани или Хавољани (укр. стодоряни, гаволяни) су били западнословенско племе, део племенског савеза Љутића. Настањивали су средњи ток реке Хавел, по којој су названи Хавољани, али име којим је племе само себе називало (етноним) је Стодорани. 
Стодоранска земља је обухватала области око обала реке Хафел, од данашњег града Шпандауа до иза Ратенова. Главна тврђава и седиште племенског кнеза с почетка IX века био је град Бранибор (данас Бранденбург на Хафелу). Суседи Стодорана на истоку били су словенски Спревљани. Стодорани и Спревљани су припадали племенском савезу Љутића коме су припадала и племена Украни, Ретари, Прекопјенци и Доленчани. Нису имали централизовану државну власт, а управљање се вршило из бројних утврђења у којима су живели племићи.
Стодоранска кнегиња Драхомира се 907 године удала за чешког војводу Вратислава I, са којим је имала сина светог Вацлава, који је након очеве смрти постао чешки војвода. Прихвативши хришћанство, стодорански кнез Тугомир потчинио је земљу свог племена Немцима, који су 940. основали Бранденбуршку бискупију. Као резултат тога, дошло је до Великог словенског устанка 983. године, када су се Стодорани ослободили немачке превласти, протеривши немачке бискупе.
Стодорани су се у мањој мери у односу на остале Полапске Словене бавили пољопривредом, а више ловом. На археолошким налазиштима откривена је велика количина сребрног блага које потиче из XI века. Његови власници, по свему судећи, припадали су племенској елити која је поседовала земљу и учествовала у међурегионалној трговини. Живели су у неутврђеним насељима или у тврђавама као што су Ратенов, Потсдам и Шпандау.
Последњи стодорански кнез био је Прибислав-Хенрик, који је вероватно такође био хришћанин. Његовог претходника Мајнфреда убили су побуњени пагани. Прибислав-Хенрик се неко време називао краљем и ковао сопствени новац. Касније је поклонио јужне делове своје земље маркгрофу Бранденбурга и војводи Саксоније Алберту Медведу (Алберт I Бранденбуршки). Његов положај у односу на Свето римско царство остаје нејасан. За наследника северног дела земље именовао је Алберта. После његове смрти 1150. године Стодоранска држава нестала је са политичке карте, а његове земље су постале део Бранденбуршке маркгрофовије.